# Brunello Cucinelli
Brunello Cucinelli (* 3. September 1953 in Castel Rigone, einem Ortsteil von Passignano sul Trasimeno, Perugia, Italien) ist ein italienischer Modedesigner, Unternehmer und Philanthrop.

## Leben
Cucinelli wuchs in einer ländlichen, durch Armut geprägten Umgebung in Umbrien auf. Im Haus seiner Eltern gab es damals weder Strom noch Kanalisation oder einen Wasseranschluss. Im Alter von 24 Jahren verließ er die Ingenieursschule ohne Abschluss und widmete sich dem Studium der antiken Philosophen. Er wandte sich in der Folge der Herstellung von Strickwaren zu und hatte mit seinen Produkten aus Kaschmirwolle in knalligen Farben Erfolg.
1978 gründete Cucinelli die Aktiengesellschaft Brunello Cucinelli S.p.A. und siedelte sie in der Nähe seines Heimathofes in der 1985 erworbenen Burg von Solomeo an. Die Firma beschäftigt etwa tausend kleine Familienbetriebe, die in Auftragsfertigung arbeiten und in der Umgebung von Solomeo ansässig sind. Die Gewinne der Aktiengesellschaft werden zu bis zu 20 % in eine Stiftung eingebracht, die zum Beispiel in den letzten Jahren brachliegende Industrieflächen nach Rekultivierung der Böden in Ackerland und Flächen für Wein- und Olivenanbau zurückverwandelt hat.
Die Aktiengesellschaft ist seit 2012 an der Mailänder Börse im FTSE Italia Mid Cap notiert und war dort am 3. März 2015 mit 1,17 % gewichtet. Sie wurde 2012 18fach von potenziellen Anlegern überzeichnet. Im ersten Quartal 2015 verzeichnete sie einen Umsatz von 111 Millionen €.
Cucinelli ist verheiratet und hat zwei Töchter. Er wohnt in einer Villa mit einer umfangreichen Bibliothek und hat zahlreiche Ämter inne: so ist er z. B. zum vierten Mal Präsident des Teatro Stabile dell’Umbria, seit 1998 Rat der Fondazione Altagamma und akademisches Mitglied der Accademia di Belle Arti „Pietro Vannucci“.

## Auszeichnungen (Auswahl)
- 2009: Premio Ernst & Young.
- 2010: Leonardo-Preis – Premio Leonardo Qualità Italia.
- 2010: Ehrenmagisterwürde der Universität Perugia.
- 2010: Cavaliere del Lavoro des Arbeitsverdienstordens der Republik Italien.
- 2011: Premio Guido Carli der Associazione Guido Carli.
- 2014: Fashion Star Honoree Award der Fashion Group International.